# Wanda Zabłocka
Wanda Zabłocka z domu Heitzman (ur. 20 grudnia 1900 w Tarnowie, zm. 30 listopada 1978 w Toruniu) – botanik, mikolog, fitopatolog, profesor Uniwersytetu Mikołaja Kopernika.
Egzamin dojrzałości zdała z odznaczeniem w Krakowie w 1918 podejmując dalszą naukę na rocznym Kursie Ogrodnictwa przy Wydziale Rolniczym UJ. Ukończyła studia przyrodnicze na Wydziale Filozoficznym Uniwersytetu Jagiellońskiego. Po uzyskaniu absolutorium w 1923 zaczęła pracę w Państwowym Gimnazjum Żeńskim im. Królowej Wandy w Krakowie, pracując równocześnie pod kierunkiem Władysława Szjnochy, przygotowując pracę doktorską, którą obroniła w 1925. W tym samym roku zaczęła prowadzić ćwiczenia i została starszym asystentem w Katedrze Botaniki na Wydziale Rolniczym UJ, a we wrześniu poślubiła botanika Jana Wojciecha Zabłockiego (małżeństwo było bezdzietne). Uzupełniała wykształcenie w Instytucie Botaniki i Muzeum Przyrodniczym w Wiedniu oraz Muzeum Historii Naturalnej w Paryżu. W czasie II wojny światowej brała czynny udział w zabezpieczaniu i przechowywaniu mienia Uniwersytetu. W 1945 obroniła Pracę habilitacyjną na temat mikoryzy w rodzaju Viola (w 1935 i 1936 ukazały się jej prace dotyczące prowadzonych badań w tym zakresie). Prowadziła badania nad biologią grzybów mikoryzowych (mikoryza) u przedstawicieli rodzaju Viola oraz wnętrzniakami. W 1946 zamieszkała wraz z mężem w Toruniu i zawodowo związała się z Uniwersytetem Mikołaja Kopernika. Zorganizowała Pracownie Fitopatologii w Ośrodku Doświadczalnym Biologii Stosowanej w Koniczynce. W latach 1954–1970 była profesorem na UMK. Za swoją pracę została odznaczona Medalem za Długoletnią Służbę, Złotym Krzyżem Zasługi, Krzyżem Kawalerskim Orderu Odrodzenia Polski oraz Złotą Odznaką Uniwersytetu Mikołaja Kopernika.
Autorka publikacji Grzyby kapeluszowe Polski /1949/, Grzyby pasożytne /1950/.